# Makówka, Voivodato de Mazovia

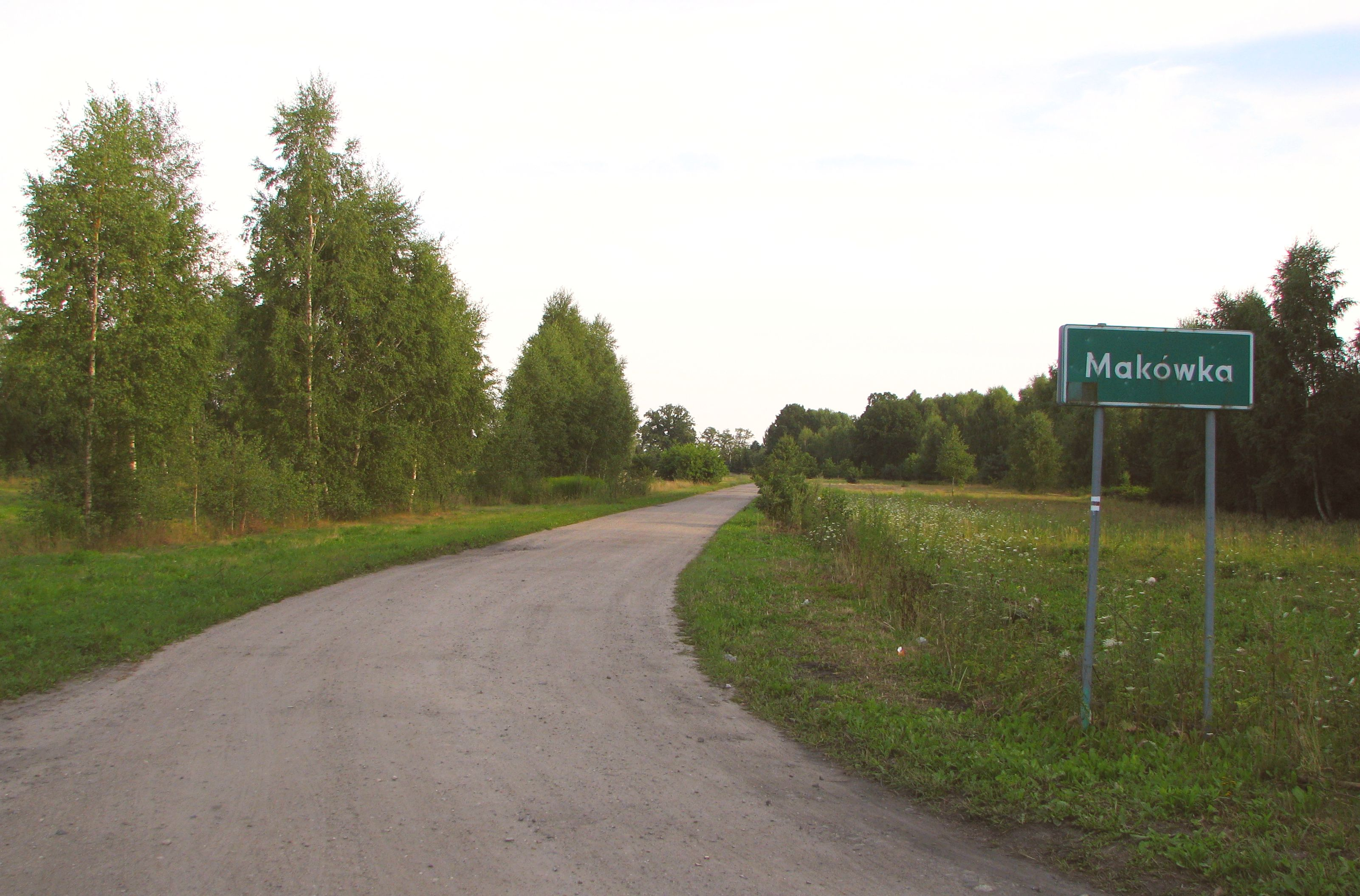
Makówka, Voivodato de Mazovia

Makówka [maˈkufka] es un pueblo ubicado en el distrito administrativo de Gmina Grodzisk Mazowiecki, dentro del Condado de Grodzisk Mazowiecki, Voivodato de Mazovia, en el este de Polonia central. Se encuentra aproximadamente a 7 kilómetros al sur de Grodzisk Mazowiecki y a 33 kilómetros al suroeste de Varsovia.
El pueblo tiene una población de 240 habitantes.